# Henri Rey
Henri Rey (nacido el 27 de junio de 1932 en Francia), es un exjugador de baloncesto francés. Consiguió una medalla de bronce en el Eurobasket del año 1953 con Francia.